# Andrew Taylor (Schriftsteller)

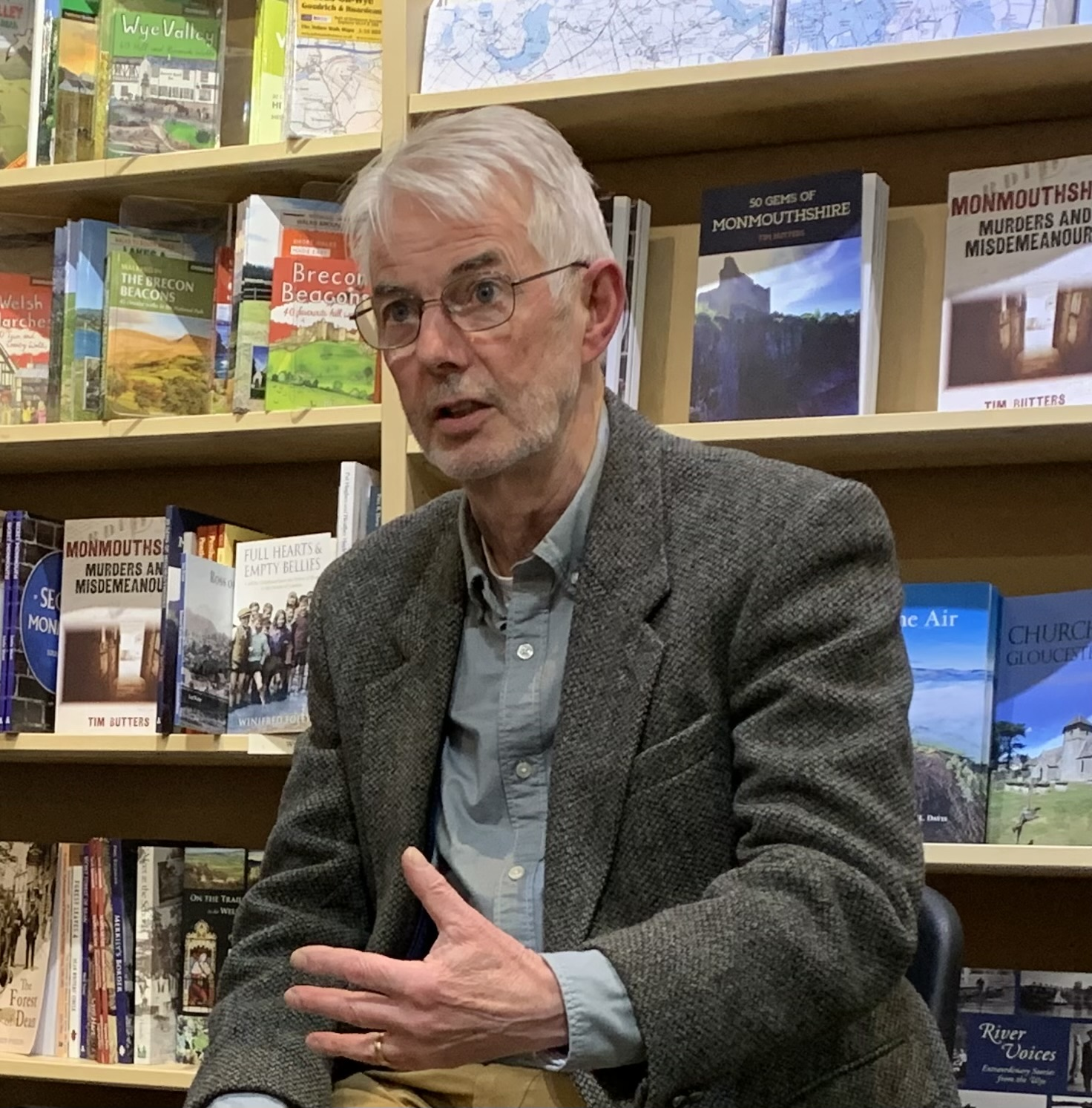
Andrew Taylor, 2024

Andrew Taylor  (* 14. Oktober 1951 in Stevenage, Hertfordshire) ist ein britischer Schriftsteller.

## Leben
Andrew Taylor wuchs in der Fen Country in East Anglia auf. Er studierte an den Universitäten in Cambridge und London. Danach übte er verschiedene Berufe aus, unter anderem Bootsbauer, Lehrer, Bibliothekar und Lohnbuchhalter. 1981 wendete er sich dann hauptberuflich dem Schreiben zu.
Er hat bisher über 20 Bücher geschrieben, meistens Kriminalromane und Thriller. Außerdem schrieb er auch einige Jugendbücher. Sein erster Roman Caroline Minuscule erreichte als Hörspielserie im BBC Radio 4 bis zu vier Millionen Zuhörer.
In Deutschland wurde er vor allem durch die Lydmouth-Serie und die Roth-Trilogie bekannt. Das Besondere an der Trilogie ist, dass die Geschichte um die Familien Appleyard und Byfield rückwärts erzählt wird.
Außerdem schreibt er Artikel und Rezensionen über Kriminalliteratur für verschiedene Zeitungen wie The Independent. Viele seiner Bücher sind bisher nur in Großbritannien und den Vereinigten Staaten erschienen.
Andrew Taylor lebt mit seiner Frau Caroline, den Kindern Sarah und William und zwei Katzen namens Max und Tom im Forest of Dean an der Grenze zwischen England und Wales.

## Auszeichnungen
- 1982 CWA John Creasey Memorial Award für Caroline Minuscule.
- 2001 CWA Ellis Peters Historical Dagger für The Office of the Dead (dt.: Eine Messe für die Toten. Zsolnay, Wien 2002)
- 2003 CWA Ellis Peters Historical Dagger für The American Boy (dt.: Der Schlaf der Toten. Goldmann, München 2005)
- 2009 Cartier Diamond Dagger lifetime achievement award, höchste Auszeichnung der britischen „Crime Writers’ Association“ (CWA) für das bisherige Lebenswerk eines Autors/einer Autorin
- 2009 Schwedischer Krimipreis – International (The Martin Beck Award) für Det blödande hjärtat (Original: Bleeding Heart Square; dt.: Das tote Herz. Goldmann, München 2009)
- 2013 CWA Ellis Peters Historical Dagger für The Scent of Death

## Werke
Als Jahr ist jeweils das Jahr der britischen Erstveröffentlichung angegeben.

### Für jüngere Kinder
- 1989 Private Nose

### Thriller für Teenager und ältere Kinder
- 1988 Hairline Cracks
- 1989 Snapshot
- 1990 Double Exposure
- 1992 Negative Image
- 1994 The Invader

### Psychothriller
- 1991 Im Zeichen des Raben (The Raven on the Water)
- 1993 Das verriegelte Fenster (The Barred Window)
- 2005 Der Schlaf der Toten (The American Boy)
- 2007 Die Wahrheit, die wir den Toten schulden (A Stain on the Silence)
- 2009 Das tote Herz (Bleeding heart square)

### Die Blaines-Trilogie
- 1988 The Second Midnight
- 1988 Blacklist
- 1990 Toyshop

### Die Dougal-Serie
- 1982 Caroline Minuscule
- 1984 Waiting for the End of the World
- 1985 Our Fathers’ Lies
- 1986 An Old School Tie
- 1987 Freelance Death
- 1990 Blood Relation
- 1992 The Sleeping Policeman
- 1993 Odd Man Out

### Die Lydmouth-Serie
- 1994 Dunkle Verhältnisse (An Air That Kills)
- 1995 Finsterer Mächte Hand (The Mortal Sickness)
- 1997 Erste Krokusse (The Lover of the Grave)
- 1998 Am dunklen Ende der Nacht (The Suffocating Night)
- 2000 Verblühte Rosen (Where Roses Fade)
- 2001 Die Pforten des Todes (Death’s Own Door)
- 2004 Wen die Toten rufen (Call The Dying)
- 2006 Der Ruf des Henkers (Naked to the Hangman)

### Die Roth-Trilogie
- 1997 Die vier letzten Dinge (The Four Last Things)
- 1998 Das Recht des Fremdlings (The Judgement of Strangers)
- 2000 Eine Messe für die Toten (The Office of the Dead)
- Sammelband: Requiem for an Angel (die Roth-Trilogie in einem Buch), 2002

### Weitere Werke
- 2003 The American Boy